# 975 (číslo)
Devět set sedmdesát pět je přirozené číslo. Římskými číslicemi se zapisuje CMLXXV a řeckými číslicemi ϡοε´. Následuje po čísle devět set sedmdesát čtyři a předchází číslu devět set sedmdesát šest.

## Matematika
975 je:
- Deficientní číslo
- Složené číslo
- Nešťastné číslo

## Astronomie
- (975) Perseverantia je planetka hlavního pásu, kterou objevil v roce 1922 Johann Palisa
- NGC 975 je čočková galaxie v souhvězdí Velryby

## Ostatní
- +975 je mezinárodní telefonní předvolba Bhútánu

## Roky
- 975
- 975 př. n. l.